# Дункан, Джон (футболист)
Джон Пи́рсон Дунка́н (англ. John Pearson Duncan; 22 февраля 1949, Данди — 8 октября 2022) — шотландский футболист и футбольный тренер, играл на позиции нападающего.

## Биография

### Игровая карьера
Дункан дебютировал в профессиональном футболе за «Данди» 10 августа 1968 года в матче Кубка шотландской лиги против «Килмарнока» — «Данди» выиграл со счётом 4:0 и одним из голов отметился Дункан. В дебютном сезоне он сыграл 18 матчей и забил 11 голов, но в сезоне 1969/70 потерял место в составе, проиграв конкуренцию в нападении Джоки Скотту и Гордону Уоллесу.
В сезоне 1971/72 Дункан стал основным игроком и показал хорошую результативность — за 25 сыгранных матчей забил 15 голов. Самым результативным сезоном для него стал сезон 1972/73, в котором за 46 сыгранных матчей забил 40 голов. В 1974 году «Данди» завоевал Кубок шотландской лиги после победы над «Селтиком» со счётом 1:0.
В октябре 1974 года Дункан перешёл в английский «Тоттенхэм Хотспур»; сумма трансфера составила 140 000 фунтов стерлингов, что было на тот момент рекордной продажей для «Данди». За «шпор» Дункан играл в течение четырёх сезонов, сыграв в общей сумме 120 матчей и забил 62 гола.
Покинув «Тоттенхэм», Дункан играл за «Дерби Каунти» в течение двух сезонов. Завершил карьеру в «Сканторп Юнайтед», в котором также был играющим тренером.

### Тренерская карьера
В 1983 году возглавил клуб Четвёртого дивизиона «Честерфилд», с которым в 1985 году после победы в низшем дивизионе пробился в Третий дивизион. Дункан руководил клубом в Третьем дивизионе, но из-за финансовых проблем «Честерфилд» рисковал исчезнуть, но сохранил своё существование. Не имея денег на трансферы, «Честерфилд» собрал команду из своих воспитанников, среди которых были Гэри Беллами и Джейми Хьюитт.
В 1987 году возглавил «Ипсвич Таун», вылетевший во Второй дивизион. Он работал с «Ипсвичем» в течение трёх сезонов, но в 1990 году покинул команду.
В 1993 году вернулся в «Честерфилд», в котором работал в течение семи сезонов, а в сезоне 1996/97 клуб добился главного успеха в истории — полуфинал Кубка Англии. 22 апреля 1997 года в переигровке «Честерфилд» проиграл со счётом 3:0 «Мидлсбро». В апреле 2000 года был уволен из «Честерфилда».

### Смерть
Скончался 8 октября 2022 года в возрасте 73 лет.